# Pont-du-Bois
Pont-du-Bois är en kommun i departementet Haute-Saône i regionen Bourgogne-Franche-Comté i östra Frankrike. Kommunen ligger i kantonen Vauvillers som tillhör arrondissementet Lure. År 2022 hade Pont-du-Bois 115 invånare.

## Befolkningsutveckling
Antalet invånare i kommunen Pont-du-Bois
| Referens: INSEE |